# Egotisme
El terme egotisme (del llatí " ego " que significa " jo " i d'" isme " que fa al·lusió a la " pràctica de "), pot ser identificat amb el concepte d'excessiva importància concedida a si mateixos i a les pròpies experiències vitals. Es tracta, en suma, de la tendència a parlar o escriure de manera excessiva sobre si mateix.

## Descripció
El terme «egotisme», si bé usat freqüentment com a sinònim d'« egoisme », no s'hi ha d'equiparar, com apunta Ayn Rand en la introducció del seu llibre El manantial (1968).
Segons aquesta autora, la diferència rau en el fet que l'egotisme es basa en un intercanvi més o menys parell de valors, mentre que l'egoisme —igual que el contrari, l'altruisme— pertany a una situació força més desaparellada entre allò que hom dóna i allò que es rep.

## Origen
La veu paral·lela, " egoisme " està documenta per primera vegada el 1722, en un escrit de CM Pfaff en llatí " Oratio de egoismo, nova philosophia haeresi.. " En francès consta des de 1755 i des de 1762 en italià. Semblants registres i dates corresponen al seu correlat "egoista". Altres fonts assenyalen que la paraula va ser difosa a Europa per Stendhal, que va titular precisament un dels seus llibres de memòries Records d'egotisme (1832, però publicat el 1892). Tot i això, gaudeix de poca arrelament en la península ibèrica, reduït el seu ús fonamentalment a la literatura.